# ۱۵ جمادی‌الاول
۱۵ جمادی‌الاول، پانزدهمین روز از ماه جمادی‌الاول در تقویم هجری قمری است.
در تقویم هجری قمری قراردادی این روز صد و سی و سومین روز سال است.